# 랄라스윗
랄라스윗은 기타 및 보컬의 김현아와 피아노의 박별로 이루어진 2인조 밴드이다.

## 팀 결성과 데뷔, 그 이후의 활동
김현아와 박별은 2002년 우연히 알게 되어 음악을 좋아하는 친구로서 친분을 쌓아갔다. 그러다 2008년 3월 팀을 결성하여, '2008년 MBC 대학가요제'에서 기타와 피아노 두 악기로 자신들만의 음악을 만들어보기 위한 시도를 시작했다. 데뷔 무대에서 기대하지 않았던 은상을 수상하며 대중들에게 음악적 가능성을 보여주었고, 그 후 두 멤버 모두 작곡과 작사를 직접 맡아 적극적으로 음악적 활동을 해왔다. 홍대 씬 데뷔 후에는 여타 밴드들과는 다르게 독특한 분위기의 새로운 음악적 시도들을 이어나가게 된다. 최근에는 기타와 피아노라는 단조로운 구성에 얽매이지 않는, 다양한 시도가 엿보이는 감성 짙은 곡들로 두터운 팬 층을 확보해가며 꾸준히 라이브 경험을 쌓고 있다. 전례 드문 여성 어쿠스틱 2인조 밴드로서 음악적 레퍼런스가 부족함에도 불구하고, 부드러운 느낌의 곡들을 통해 많은 사람들에게 공감과 위로과 되는 음악을 지향하고 있다. 악기는 둘 뿐이지만 다른 밴드들과는 다르게 화려한 악기 편성과 편곡으로 채울 수 없는 음악적 목소리로 소통을 시도한다.2008년 대학가요제에서 〈나의 낡은 오렌지나무〉라는 곡으로 은상을 수상했고, 2010년에는 EBS 스페이스 공감 - 9월의 헬로루키에 4인조 락 밴드 '프렌지'와 함께 선정되었다.

## 명칭의 유래
‘랄라스윗’이란 명칭은 2007년 두 멤버가 함께 인도로 여행을 갔을 때 들른 디저트 가게 이름으로, 그곳에서 먹은 디저트가 너무 맛있어서 메모해뒀다가 팀 이름을 지을 때 생각해냈다고 한다. 특별한 의미는 없으나 예쁘고 발음하기 좋아 쉽게 기억될 수 있는 이름을 찾다가 결정하게 되었다고 한다.
하지만 나중에 안 사실이지만 가게의 이름은 랄라스윗이 아니였다고 한다.

## 구성원
- 김현아 (보컬, 기타, 작사·작곡)

1986년 5월 10일생. 이화여자 대학교 인문학부 사학과 졸업.
- 박별 (본명 박별) (피아노, 작사·작곡)

1985년 4월 19일생. 가톨릭 대학교 사회과학부 심리학과 휴학 중.

###### 이전 구성원
- 신사론 - 드럼 담당. (2009년 1월 합류, 2009년 6월 탈퇴/현재 밴드 칵스에서 활동 중)

## 음반 목록

### EP 《랄라스윗》
| 순서 | 앨범 정보                              | 수록곡                                         |
| ---- | -------------------------------------- | ---------------------------------------------- |
| 1    | 《랄라스윗》 - 발매일: 2010년 4월 27일 | 1. 편지 2. 꽃 3. 꽃 내리는 불면의 밤 4. 후일담 |

### 1집 《bittersweet》
| 순서 | 앨범 정보                                  | 수록곡 |
| ---- | ------------------------------------------ | --- |
| 1    | 《bittersweet》 - 발매일: 2011년 11월 29일 | 1. soso 2. 아무도, 아무것도 3. 우린 지금 어디쯤에 있는 걸까 《뮤직비디오》 4. 벨이 울리면 5. 봄 6. 기다려 7. 파란 달이 뜨는 날에 《뮤직비디오》 8. 태엽 감기 9. blind eyes 10. April sick 11. 나의 낡은 오렌지 나무 (Bonus track) |

### 싱글 〈말하고 싶은 게 있어〉
| 순서 | 앨범 정보                                         | 수록곡                 |
| ---- | ------------------------------------------------- | ---------------------- |
| 1    | 《말하고 싶은 게 있어》 - 발매일: 2013년 6월 26일 | 1. 말하고 싶은 게 있어 |

### 2집 《너의 세계》
| 순서 | 앨범 정보                               | 수록곡 |
| ---- | --------------------------------------- | --- |
| 1    | 《너의 세계》 - 발매일: 2014년 3월 27일 | 1. 앞으로 앞으로 2. 오월 《뮤직비디오》 3. 사라지는 계절 4. 거짓말꽃 5. 말하고 싶은 게 있어 (Spring Ver.) 6. 반짝여줘 7. 컬러풀 8. 여름의 오후 (Album Ver.) 9. 당연하지 않은 이야기 10. Undo |

### 싱글Cynthia
| 순서 | 앨범 정보                              | 수록곡                    |
| ---- | -------------------------------------- | ------------------------- |
| 1    | 《Cynthia》 - 발매일: 2015년 10월 14일 | 1. Cynthia 《뮤직비디오》 |

### 3집 《계절의 空》
| 순서 | 앨범 정보                                | 수록곡                                                                                      |
| ---- | ---------------------------------------- | ------------------------------------------------------------------------------------------- |
| 1    | 《계절의 空》 - 발매일: 2015년 10월 28일 | 1. 밤의노래 《뮤직비디오》 2. 불꽃놀이 《뮤직비디오》 3. 시간열차 《뮤직비디오》 4. cynthia |

### 싱글 〈마음정원〉
| 순서 | 앨범 정보                              | 수록곡                     |
| ---- | -------------------------------------- | -------------------------- |
| 1    | 《마음정원》 - 발매일: 2016년 7월 19일 | 1. 마음정원 《뮤직비디오》 |

## 참여 앨범
- 2008.10 '2008 MBC 대학가요제'

◦TRACK 09. 나의 낡은 오렌지 나무
나의 라임오렌지나무의 패러디. 이 곡은 정규 1집에 편곡되어 보너스 트랙으로 다시 수록되기도 했다.
- 2009.10 네미시스 2nd 'LoveSick'

◦TRACK 02. 미안해 바보야 (feat.랄라스윗)
- 2010.05 민트페이퍼 3rd 컴필레이션 'LIFE'

◦TRACK 04. Good Bye
- 2011.03 로맨틱 가든(Romantic Garden): 눈부신 그대 (Single)

◦TRACK 02. 눈부신 그대 (Female Ver.)
- 2011.09 컴필레이션 cafe: night & day

◦TRACK 10. 완벽한 순간
- 2012.04 페퍼톤스 4집: BEGINNERS'LUCK

◦TRACK 07. 검은산 (Feat. 김현아 of 랄라스윗)
◦TRACK 08. BIKINI (코러스 참여)
- 2012.08 싱글 '오렌지 레볼루션 페스티벌 Part.2'

◦TRACK 02. 여름의 오후
◦TRACK 05. 여름의 오후 (Inst.)
- 2014.03 2시 20분 [2014 카누송] - 페퍼톤스

◦TRACK 01.2시 20분 [2014 카누송] (feat. 김현아 Of 랄라스윗)
- 2015.08 노티스노트 싱글 '동행에게'

◦TRACK 01. 동행에게 (feat. 김현아 Of 랄라스윗)
- 2015.06 딱 너 같은 딸 (MBC 일일드라마) OST - Part.4

◦TRACK 01. 누구든지 다 그래
◦TRACK 02. 누구든지 다 그래(inst.)
- 2016.10 질투의 화신 (SBS 수목드라마) OST - Part.7

◦TRACK 01. Yes! Love
◦TRACK 02. Yes! Love (Inst.)

## 이력

### 2008
- 3월 결성.
- 10월 MBC 대학가요제 본선 진출, 은상 수상.
- 12월 클럽 '타'에서 홍대 라이브 클럽씬 데뷔

### 2009
- 1월 세션 드러머 신사론 합류
- 5월 KM 타임투락 페스티벌 참가
- 5월 KM 타임투락 페스티벌 방송
- 6월 세션 드러머 신사론 탈퇴, 김현아와 박별 둘이서 활동 시작
- 8월 첫 번째 데모〈안녕〉,〈꽃〉,〈봄고양이〉,〈후일담〉,〈걷고걸어다다른곳에〉,〈굿바이〉제작
- 10월 보컬 김현아 네미시스 2집 피쳐링 〈미안해 바보야〉

### 2010
- 4월 ep 발매 《랄라스윗》
- 5월 민트페이퍼 컴필레이션 앨범 《LIFE》에 〈good bye〉로 참여
- 5월 M.net AURA 7th 일상속 음악 이야기 LIFE 출연
- 6월 클럽 ‘타’, 클럽 ‘프리버드’, ‘롤링홀’, ‘CGV PUB project’, 클럽 ‘오뙤르’등 홍대 라이브 클럽에서 활발히 공연
- 10월 어쿠스틱 록 페스티벌인 그랜드 민트 페스티벌에서 공연

### 2011
- 1월 27일 달빛요정 추모공연 '나는 행운아'에 참가
- 4월 해피로봇 레코드의 일원이 되었다.
- 4월 30일 뷰티풀 민트 라이프(BML)에 참가하여 공연하였는데, 당일날 폭우와 천둥, 번개로 최악의 조건이었음에도 불구하고 공연을 성공리에 마침
- 잡지 'PC사랑'의 2011년 5월호 표지모델이 되었다.
- 6월 4일과 7월 2일 영등포 타임스퀘어 원형무대에서 공연을 했다.
- 김현아는 로맨틱 가든의 싱글앨범 '눈부신 그대' 중 '눈부신 그대(Female Ver.)'에 보컬로 참여
- 6월 세렝게티의 'Colors of Love'앨범의 '모든 것은 꿈처럼'에 참여
- 9월경 투니버스에서 방영한 너에게 닿기를 2기의 엔딩곡을 커버
- 11월 29일 정규 1집 음원이 공개되었고 음반은 12월 6일에 풀렸다. 타이틀 곡은 〈우린 지금 어디쯤에 있는 걸까〉

### 2012
- 1월 28일, 29일 양일간 정규 1집 발매 기념 '첫' 단독 콘서트를 치루었다. 공연명은 정규앨범명과 같은 'bittersweet'. 그들이 작곡하고 부른 모든 곡을 다 불렀다.
- 6월 2일과 8월 18일 '올해의 여자'라는 제목 하에 두 번의 단독공연이 이루어졌다. 첫 번째 공연은 순백의 의상을 입고 굉장히 서정적이고 부드러운 분위기로 이루어졌었으며 너에게 닿기를 2기 엔딩곡의 풀버전을 여기서만 부르기도 했었다.
- 8월 18일 '올해의 여자 vol.2' 공연에서는 이제까지 그녀들의 컨셉하고는 정반대인 〈락시크〉를 표방하고 나서 두 명 모두 굉장히 파격적인 의상을 입고 등장하여 공연에 갔던 사람들에게 큰 놀라움을 주었다. 이번 공연은 랄라스윗 초유의 스탠딩 공연이었고, 밴드를 적극적으로 활용한 락 편성 음악이 주가 되었다. 중간 게스트는 페퍼톤스.

### 2013
- 2월 15일,16일 양일간 루싸이트 토끼와 함께 After the Valentine 공연을 진행했다. 둘이 합주를 한 것은 아니고, 2시간의 공연 시간을 1시간씩 나누어 각자가 따로 진행했다. 15일 공연은 1부 루싸이트 토끼, 2부 랄라스윗으로, 16일 공연은 1부 랄라스윗, 2부 루싸이트 토끼로 진행되었다. 1부와 2부 사이 10분의 시간 동안엔 라디오 형식으로 두 팀이 모두 올라와 한 팀은 진행자, 한 팀은 게스트 역할을 했다.
- 12월 22일에는 연말 단독 공연 '다녀왔습니다'가 있었다. 작업 중이던 2집 신곡 몇 곡을 공개하고, 전반적으로 슬럼프였던 랄라스윗의 2013년 한 해를 마무리 하면서 다시 딛고 일어서는 분위기의 공연이었다.

### 2014
- 2월 22일에 앨범 녹음 작업을 모두 마치고 신곡 일부를 공개하는 음감회 및 랄라디오 공개방송이 있었다. 이 날 공연 직전까지 코러스 녹음을 했고, 그것이 2집 녹음 작업의 마지막이었다고 한다.
- 3월 22일에는 앨범 발매를 5일 앞두고 쇼케이스가 있었다. 2집 신곡 중 두 곡을 제외한 나머지 곡을 모두 앨범 버전에 최대한 가깝게 불렀다.[3]
- 3월 27일 드디어 2집 앨범이 발매되고 음원이 공개되었다. 총 10곡으로 구성되어 있고, 두 곡은 디지털 싱글과 참여 앨범으로 나왔던 곡을 편곡 및 재녹음한 곡이다.

앨범 내 모든 곡들이 앨범 발매 전에 어딘가에서 공개된 곡들이라는 점이 특이하다.
•앞으로 앞으로: 2013년 12월 22일 '다녀왔습니다'
•오월: 2014년 2월 22일 '랄라디오 시즌 1.5 공개방송'
•사라지는 계절: 2014년 2월 22일 '랄라디오 시즌 1.5 공개방송'
•거짓말꽃: 2013년 10월 19일 Grand Mint Festival
•말하고 싶은 게 있어 (spring ver.): 2013년 6월 디지털 싱글 '말하고 싶은 게 있어'
•반짝여줘: 2013년 2월 15일 After the Valentine
•컬러풀: 2014년 3월 22일 '쇼케이스'
•여름의 오후 (album ver.): 2012년 8월 '오렌지 레볼루션 페스티벌'
•당연하지 않은 이야기: 2013년 12월 22일 '다녀왔습니다'
•Undo: 2013년 12월 22일 '다녀왔습니다'
- 7월 19일, 20일에 랄라스윗의 단독공연이 이루어졌다. 2집 전곡을 멘트 한 번 없이 순서대로 한다거나, 노래 전 혹은 노래 중간에 노래에 맞는 영상을 함께 띄우는 등 다양한 시도가 있었다. 셋리스트도 연이어 부른 '꽃 내리는 불면의 밤'과 'soso'를 따로 세면 총 22곡으로 꽉 찬 구성이었다.
- 8월 1일 랄라스윗의 키보드를 맡고 있는 박별이 KBS 라디오 유인나의 볼륨을 높여요에서 리액션을 마음껏 뽐냈다.
- 11월 15일부터 4주간 장기공연 '나의 세계'를 했다. 공연 장소는 평소 연습실로 쓰이던 'The park'에서 진행한 공연이라 더욱 가까이서 볼 수 있던 점이 특징이다.

### 2015
- 4월 25일 백암아트홀에서 '우리의 세계'라는 이름의 공연을 진행하였다.
- 2015년 10월 14일 EP <계절의 空>의 선공개곡인 'Cynthia'가 공개되었다. 일본의 유명 배우이자 가수인 하라다 토모요(原田知世/harada tomoyo)의 'sincere(a.k.a cynthia)'를 리메이크한 곡으로 랄라스윗 데뷔 후 첫 리메이크 곡이었다.
- 2015 GMF 토요일 수변무대에서 공연하였다.
- 10월 28일에는 EP <계절의 空>이 발매되었다. 각 계절이 지나가는 자리를 채우는 노래들이라는 컨셉으로 만들어졌다. 각 곡들이 봄에서 여름(밤의 노래), 여름에서 가을(불꽃놀이), 가을에서 겨울(시간열차), 겨울에서 봄(Cynthia)를 의미한다.
- 15년에도 연말 장기공연 <나의 계절>을 작년과 같은 장소인 'The Park'에서 진행했다. 11월 13일부터 11월 29일까지 한 이 공연은 매 주마다 컨셉을 달리하였다. 1주차에는 '<계절의 空> 쇼케이스', 2주차에는 '랄라디오 공개방송', 3주차에는 '2015 다녀왔습니다.'라는 각기 다른 주제로 공연을 하였다.

### 2016
- 레이블 콘서트인 'Live They'에서 공연하였다. MPMG Week 행사 중에서 'A.N.D(Another Nice Day)'에 참여하고, 멤버 김현아는 행사 중 하나인 Talk concert에 참여하였다.
- 2016 BML에서 첫째날 수변무대에 올랐다.
- 여름 단독공연 <여름의 문>을 6월 19일 롯데카드 아트센터 아트홀에서 진행했다. 이 날 공연에서 발매전이었던 '마음정원'의 첫 공개가 있었다.
- 7월 19일, 디지털 싱글 '마음정원'을 발표하였다.
- GMF에서 CBH스테이지에 올라 공연을 하였다.
- 11월 13일, JTBC 김제동의 톡투유에 출연하여 'No make up'커버와 '말하고 싶은 게 있어'를 불렀다.
- 연말 장기공연인 <나의 인사> 공연을 진행했다. 11월 11일부터 11월 27일까지 진행된 이 공연은 작년과 같은 장소에서 1주차 '1주차: 반가운 인사 – Limited Edition' 2주차 '익숙한 인사 – 랄라디오 공개방송' 3주차 '작별의 인사 – 2016 다녀왔습니다'라는 컨셉으로 공연을 진행하였다.
- 12월 25일 방송된 김제동의 톡투유에 이은결과 함께 출연하였다.

### 2017
- 1월 1일 방송된 김제동의 톡투유에 자우림의 김윤아와 함께 출연하였다.

### 첫 EP 《랄라스윗》과 관련된 코멘트들
- 봄의 화원에 찾아온 나비의 날갯짓처럼 가냘프지만 서정적이면서도 의미 있는 울림을 주는 네오포크 듀오. - 김세광 (CBS 프로듀서)

- 산들바람과 함께 전해지는, 민 낯을 한 순수 미녀의 미소 같은 청정 사운드의 화사함 - 성우진(음악평론가, 방송작가)

- 아아, 이 노래들 참 깜찍하고 예쁘구나. 여성 포크 듀오에게 예상할 수 있는 어쿠스틱한 감성보다 한 뼘 더 화사한 설레임이 두근두근 콩콩, 첫사랑에 빠진 소녀의 볼처럼 붉고 고우니 라라랄라 달콤하여라. 꽃 봄 같은 노래, 첫 키스 같은 노래. - 서정민갑(대중음악 Activist)